# 上磯町
上磯町（日语：／ Kamiiso chō */?）是過去位於北海道渡島支廳中部的城鎮，已於2006年2月1日與大野町合併為北斗市。合併前是渡島支廳人口第二多的行政區，僅次於函館市。
由於位於函館市西北方的海岸（在北海道曾以西方為上），日文又稱海岸為「磯」，因此命名為「上磯」。

## 歷史
- 1900年7月1日：上磯郡上磯村、中野村、清川村、谷好村、富川村合併為上磯村，成為北海道一級村。[1]
- 1906年4月1日：茂別村成立為北海道二級村。
- 1918年1月1日：改制為上磯町。
- 1955年4月1日：茂別村併入上磯町。
- 2006年2月1日：和大野町合併為北斗市。

## 交通

### 鐵路
- 北海道旅客鐵道
  - 江差線：渡島當別車站 - 茂邊地車站 - 上磯車站 - 清川口車站 - 久根別車站 - 東久根別車站 - 七重濱車站

### 道路
| 高速道路 - 函館江差自動車道：上磯交流道 一般國道 - 國道227號 - 國道228號 | 主要地方道 - 北海道道29號上磯厚澤部線 - 北海道道96號上磯峠下線 - 北海道道100號函館上磯線 道道 - 北海道道530號上磯停車場線 - 北海道道756號大野上磯線 |

### 巴士
- 函館巴士

## 觀光景點

### 觀光
- 陣屋跡櫻花街道
- 七重濱溫泉
- 苦修會修道院：日本最早的男子苦修會修道院
- 三木露風的詩碑
- 男爵資料館
- 台風海難者慰靈碑
- 七重濱海濱公園

## 教育

### 高等學校
| - 道立北海道上磯高等學校（页面存档备份，存于） | - 道立北海道函館水産高等學校（页面存档备份，存于） |

### 中學校
| - 上磯町立濱分中學校 - 上磯町立石別中學校 | - 上磯町立上磯中學校 | - 上磯町立茂邊地中學校 |

### 小學校
| - 上磯町立石別小學校 - 上磯町立沖川小學校 - 上磯町立上磯小學校（页面存档备份，存于） | - 上磯町立久根別小學校（页面存档备份，存于） - 上磯町立谷川小學校 | - 上磯町立濱分小學校 - 上磯町立茂邊地小學校 |

## 本地出身的名人
- 三橋美智也：歌手

## 外部連結
- （日語）上磯町、大野町合併協議會